# Trementinaires

Localización del valle de la Vansa en la provincia de Lérida

El de trementinaire fue un oficio itinerante que se desarrolló mayoritariamente por mujeres durante los siglos XIX y XX en el Valle de la Vansa y Tuixent, en la provincia de Lérida, en la comarca del Alto Urgel, al pie de la Sierra del Cadí. El objetivo de esta actividad era el de la recolección de hierbas medicinales y aceites esenciales, la elaboración de remedios y la comercialización de estos productos en masías y pueblos de Cataluña a lo largo de unas rutas que eran recorridas a pie: 

"[...] la economía doméstica  en un marco de desmembración social provocado por la irrupción del modelo económico capitalista en la secular economía de subsistencia del valle, y agravado  por el consiguiente éxodo  estacional de los hombres hacia zonas más ricas en busca de trabajo.

## Antecedentes
Las trementinaires, aprovechando la sabiduría popular transmitida a través de generaciones, se dedicaron a recorrer a pie los pueblos de Cataluña vendiendo plantas medicinales, trementina, setas secas, aceites elaborados a partir de la trementina y otros productos naturales con propiedades curativas que elaboraban a partir de lo que les ofrecía su entorno natural. Con ellos aplicaban ungüentos, pomadas y emplastos a personas y animales para sanar enfermedades como resfriados, bronquitis, neumonía, difteria, fracturas, inflamaciones, etc.

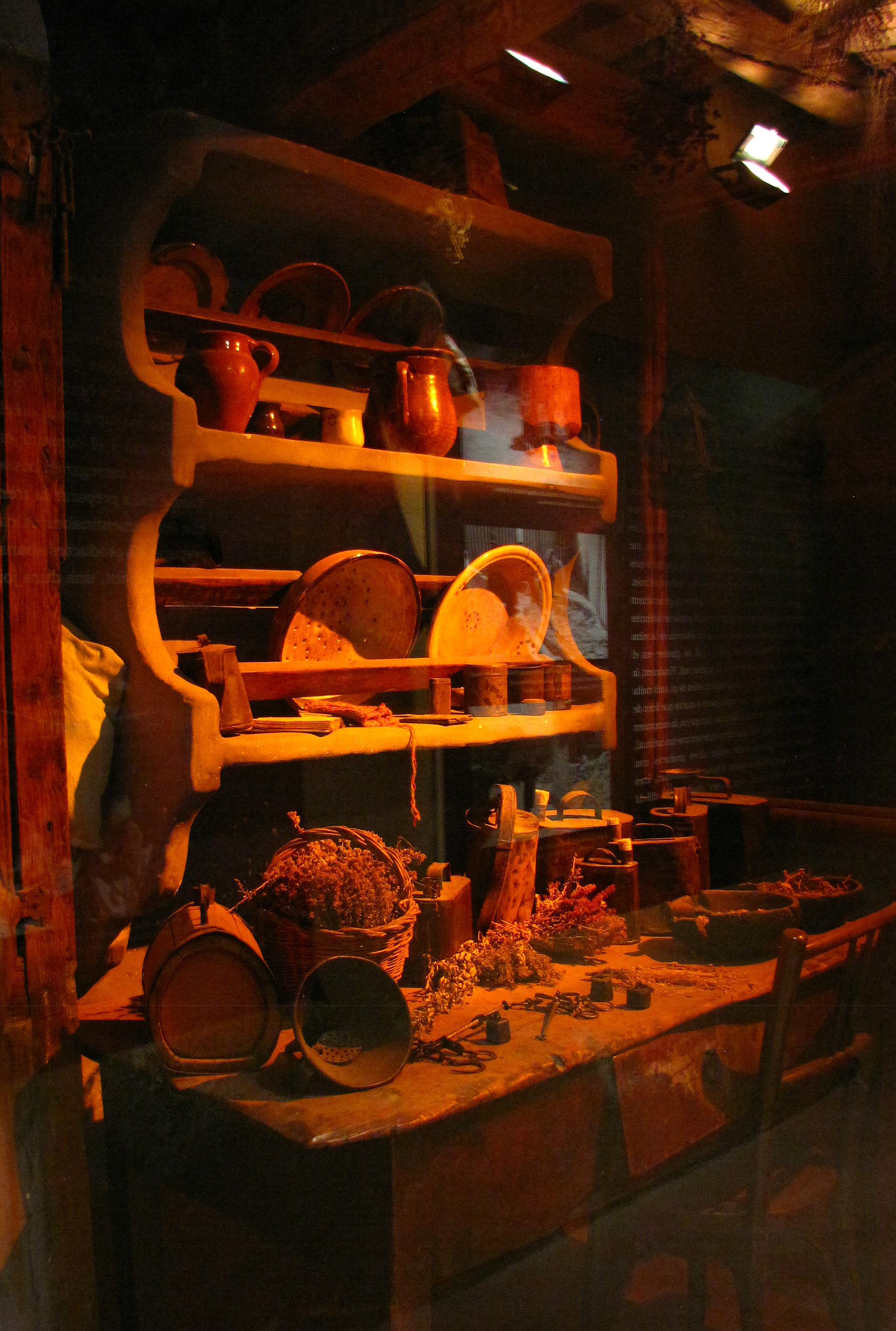
Recreación de la cocina de la casa de una trementinaire. Museu de les trementinaires

La preparación de ungüentos y medicinas naturales por parte de las mujeres del valle era una actividad que se venía desarrollando desde antiguo. El año 1623 Magdalena Barber, vecina de Sant Pere de la Vansa declaraba que algunas mujeres de las parroquias de la la Vansa i Fòrnols, acusadas de brujería, sabían preparar gran cantidad de venenos y ungüentos.
En el propio valle a las mujeres que se dedicaban a este ofició se las denominaba “dones que anaven pel món” (“mujeres que iban por el mundo”) o “les que van a vendre herbes” (“las que van a vender hierbas”). A partir de Berga se las empezaba a denominar "trementinaires" por la trementina, el producto más solicitado y el que caracterizaba su carga.
Cualquier mujer de la Vansa podía dedicar una parte de su tiempo a ser trementinaire en alguna etapa de su vida, pero esta opción se vinculaba, sobre todo, a las necesidades económicas concretas de cada casa.

Cualquier mujer que no fuera privilegiada debía conocer, al menos, el lenguaje de las hierbas y las técnicas de curar […]. Las mujeres que se distinguían como sanadoras no eran sólo comadronas que cuidaban de otras mujeres, sino ‘médicas generales’, herbolarias y consejeras que ayudaban tanto a hombres como a mujeres.

### Causas
Los grandes cambios que sacudieron el mundo a partir del siglo XIX también tuvieron importantes repercusiones en el valle de la Vansa y Tuixén.  El Estado, falto de recursos, exigía de forma implacable unos cobros en moneda que eran muy difíciles de conseguir dentro del valle debido a su idiosincrasia basada en una economía de subsistencia y ajena a los grandes circuitos comerciales. El incremento de las migraciones temporales para aumentar los ingresos fue el preludio de la marcha definitiva a las ciudades industrializadas, o a "hacer las Américas". En aquel momento de cambio, la elaboración de remedios a base de plantas y productos del bosque para el consumo propio se adapta en la búsqueda de nuevos ingresos. Y con este objetivo, a pie, siguiendo los antiguos caminos de la transhumancia, las mujeres salieron del valle ofreciendo sus remedios hacia las zonas urbanas donde este conocimiento había desaparecido.

## Estructura económica del valle
La unidad económica y social básica era la casa y se distinguían las "casas altas" de las "casas bajas", adjetivos que  expresaban la riqueza y el volumen de recursos económicos y humanos de que se disponía. Las casas altas, situadas en los terrenos más favorecidos del valle, disponían de recursos suficientes para superar la crisis sin necesidad de alterar su funcionamiento habitual. Las mujeres de estas casas, como las mujeres de las casas bajas, tenían un papel activo en el engranaje económico familiar aunque, al contrario de las mujeres de las casas bajas, no necesitaron buscar fuentes de ingreso alternativas ya que disponían de grandes extensiones de terreno y ganado, recursos suficientes para garantizar su subsistencia. 
En las casas bajas, con menos recursos, ante la falta de dinero para atender las demandas del Estado y la imposibilidad de continuar trabajando las tierras comunales, se impuso la necesidad de buscar otras vías: los hombres escogieron oficios que los llevaron lejos de las casas (como la transhumancia de ganado de las casas altas o el oficio de “pegaire” que consistía en recolectar la resina de los pinos para elaborar la denominada "pega griega"), o bien otros que les permitieron quedarse (carboneros, segadores o arrieros). Respecto a las mujeres algunas emigraban a la ciudad para ejercer de criadas y otras ejercieron el oficio de trementinaires.

## Preparación de los viajes
La tarea de las trementinaires seguía el ciclo de las estaciones: a partir del  mes de mayo, y durante todo el verano, se dedicaban a la recolección de  las plantas medicinales necesarias para la elaboración de los remedios. Las dejaban secar, las trituraban y las clasificaban para poder envasarlas en fundas de almohada ("coixineres") con las que las transportaban. En agosto, extraían la trementina de los pinos y la  envasaban en latas. A finales de agosto recogían setas, las ensartaban en  hilo de algodón y las dejaban secar. 
Las trementinaires seguían los caminos de la transhumancia de ganado y no  acostumbraban a entrar en grandes poblaciones. Preferían una relación directa con la gente, con la que mantenían vínculos a lo largo de los años creando así una red de casas y masías donde eran bien recibidas y encontraban cobijo, estableciendo una relación basada en la reciprocidad y la confianza, en la que se intercambiaba cobijo y comida por remedios y emplastos. 
Salían en parejas que solían ser miembros de la misma familia: madres e hijas, nietas y abuelas. La mayor era la experta y la joven ejercía de aprendiz que acompañaba a su mentora y aprendía el oficio. El viaje era muy complicado, además de los peligros potenciales (tormentas, accidentes, robos), la dureza del camino se acentuaba aún más con el peso de la carga que transportaban. 
Tuvieron una gran importancia para el desarrollo de la historia natural vinculada a los cuidados y la agencia femenina. Además, estas mujeres desafiaron los roles familiares tradicionales basados en su conocimiento sobre el medio natural.

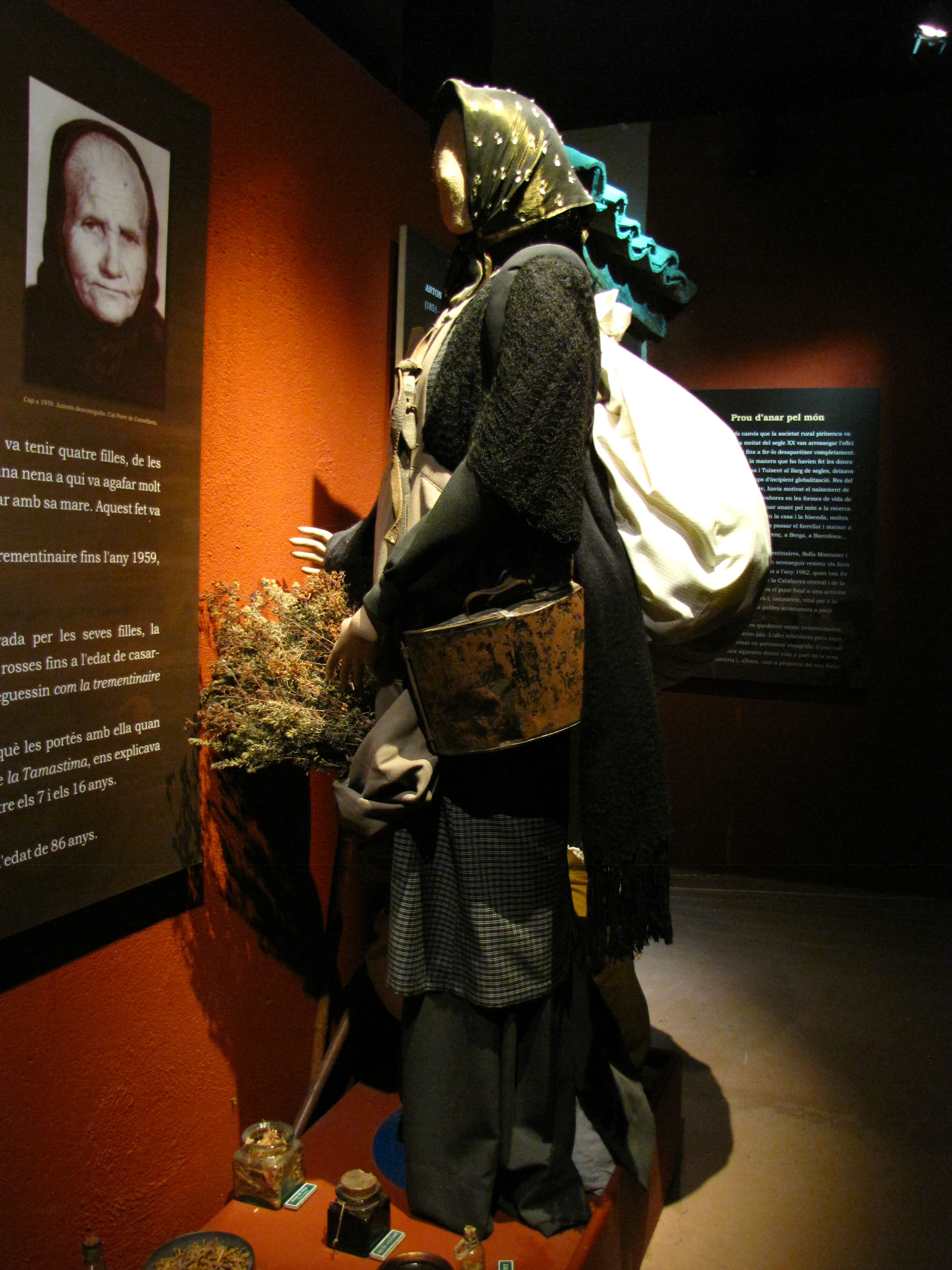
Indumentaria de una trementinaire. Museu de les Trementinaires

### Indumentaria
Su indumentaria estaba formada por una blusa de manga larga, un pañuelo de lana para cubrirse la espalda, medias negras y faldas muy anchas y amplias. Con un gran delantal doblado en forma de bolsa donde guardaban una balanza romana para pesar sus productos, un cuchillo para recolectar hierbas durante el trayecto, documentación y comida. Ocultaban sus ganancias en un pequeño bolsillo en el interior de las faldas. Sobre éstas llevaban un pañuelo atado en la cintura con un gran nudo a la espalda para aligerar el peso de la bolsa de hierbas ("coixinera") que cargaban a la espalda como una mochila. En esta "coixinera", que podía pesar de 20 a 25 kg., llevaban los paquetes de hierbas medicinales secas, cortadas y clasificadas. A los lados, para equilibrar el peso, cargaban unas latas llenas de aceites y trementina.

## Rutas
Las salidas se organizaban en invierno cuando las tareas agrícolas se reducían al mínimo y el trabajo de las mujeres no era tan necesario. Normalmente hacían dos salidas al año. La primera antes de Navidad, a principios de noviembre e iban hacia la Plana de Urgel, el Panadés y el Campo de Tarragona. En este viaje vendían hierbas y sobre todo setas secas, muy solicitadas porque se usaban durante las comidas de las fiestas de Navidad. Algunas trementinaires llegaban hasta Fraga y El Priorato.	
En Navidad volvían a casa y después de Reyes, iniciaban la segunda salida. Emprendían ruta por la cuenca minera y el río Llobregat hasta llegar al Vallés y el Maresme, y desde este punto seguían la costa hasta el Alto Ampurdán. En este viaje se vendían bien la brea y aceite de brea de enebro, productos para curar los animales trashumantes.  Desde la costa de Gerona emprendían el camino de regreso a casa atravesando la Garrocha y el Ripollés. Volvían al valle por Pascua, a finales de marzo o principios de abril.

## Plantas medicinales
Los remedios, aceites y hierbas utilizados por las trementinaires se adaptaban a la demanda. Conocían muchos remedios para una misma enfermedad y utilizaban para sanarlos productos como aceite de serpiente, de perdigones, de muérdago, jarabe de saúco... 
Las plantas que más vendían eran la oreja de oso, corona de rey, esfondillo, centaura, hierba sanguinaria, bretónica, agrimonia, espino blanco, etc. Pero también aquellas utilizadas desde tiempos ancestrales: tila, orégano, tomillo y comino. 
| Plantas medicinales                  | Propiedades |
| ------------------------------------ | --- |
| Cornejuelo (Amelanchier ovalis)      | Se utilizaba la parte aérea de la planta como tisana para combatir los catarros, la hipertensión y disminuir la fiebre. Se le atribuyen también propiedades diuréticas, anti diarreicas, sedantes, en infecciones bucofaríngeas y para mejorar la circulación sanguínea. |
| Oreja de oso (Ramonda myconi)        | Eficaz contra los catarros bronco-pulmonares, la tos, la hipertensión, para aumentar la sudoración y disminuir la fiebre, como depurativa sanguínea en infecciones. En estos casos se utiliza la tisana de la decocción de las hojas o de manera tópica en úlceras varicosas. |
| Corona de rey (Saxifraga longifolia) | Se le llama también, junto a la Ruda e hisopo “Hierbas de las mujeres” por su aplicación en obstetricia y ginecología. Es una hierba abortiva tanto en personas como en animales. Se utiliza para parar la hemorragia en heridas. |
| Salvia (Salvia officinalis)          | Las hojas se mastican para reforzar la dentadura. La infusión tiene propiedades cardiotónicas, hipoglucemiantes y digestivas. Se usa como anticatarral, anticefálica y para mejorar la circulación sanguínea, también como protector hepático. La decocción de la parte aérea se utiliza en infecciones bucofaríngeas, hemorragias gingivales, para disminuir el colesterol, como sedante. Uso externo en baños como cicatrizante y paños húmedos para disminuir la fiebre.                                                  |
| Hisopo (Hyssopus officinalis)        | Uso como antidismenorreico, estados pre y post climatéricos. En anemia, pérdida de apetito, catarros, infecciones gástricas e intestinales, antidiarreico, antiemético. Como “hierba para mujeres” se ha utilizado la tisana de las partes aéreas para acelerar el parto y para recuperarse después del parto junto con el orégano. Estimulante de la expectoración y también en tratamiento sintomático del asma. Vía tópica, se aplica en úlceras, heridas y como tónico ocular. También ha tenido aplicación veterinaria. |

| Árboles medicinales                        | Propiedades |
| ------------------------------------------ | --- |
| Tilia (Tilia cordata y Tilia platyphyllos) | Las trementinaires usaban las flores y la corteza. La infusión de las flores como sedante e hipnótico. Otras propiedades medicinales: para el dolor, dolor de cabeza, anticatarral, antiséptica (boca y ojos), digestiva, hipotensora, diurética y para disminuir la fiebre. La decocción de la corteza se usaba para heridas y quemaduras y en afecciones hepático billares. |
| Pino rojo (Pinus sylvestris)               | Se utilizaban los brotes y los productos derivados de su resina. La “pega negra” obtenida de la destilación de la madera se mezcla con grasa de cerdo o aceite de oliva y se aplica tópicamente como antiinflamatorio, dolor y antieritematoso. Como antiséptico en heridas tanto en humanos como animales. |
| Enebro (Juniperus communis)                | Aprovechaban el aceite que extraían del tronco del enebro viejo ya que era más resinoso y las bayas. Se utiliza para catarros, los nervios, para hacer orinar y en casos de gota. |
| Saúco (Sambucus nigra)                     | Se utilizaba en dolor de riñones, en ictericia, hidropesia, tiene propiedades diuréticas, purgantes y depurativas. Como desinfectante del ambiente y con las flores se hace un vinagre de tocador. |
| Abeto (Abies alba)                         | Las trementinaires extraían su resina llamada “aceite de abeto” que se acumulaba en pequeñas burbujas pinchándolas, con amplias aplicaciones terapéuticas: para el dolor muscular, óseo o articular y en emplastos sobre la zona afectada. Emplastos también utilizados en contusiones, dislocaciones y esguinces. Anticatarrales aplicados sobre el pecho y la espalda por su acción descongestiva bronco pulmonar. Para calmar el dolor de muelas, como antiséptico en úlceras y destructor del tejido necrótico, para facilitar el drenaje de pus en abscesos y en fracturas óseas. Por vía interna se ha utilizado para dolores gástricos, como laxante en humanos y animales, depurativo sanguíneo, anticatarral, en enfermedades pulmonares, del riñón, uretra y úlcera de estómago. La tisana de las piñas se usaba como anticatarral, antiasmática. Antiséptica bucofaríngea. |

| Remedios elaborados | Aplicaciones |
| ------------------- | --- |
| Trementina          | Se utilizaba para elaborar muchos ungüentos y pomadas cicatrizantes. El uso más frecuente de la trementina era como cataplasma sobre la zona afectada. Se utilizaba contra el dolor, golpes, torceduras y dolor de gota. También para picaduras de arañas, víboras, cucas. Para úlceras, desecar tumores, granos infectados, extraía el pus. Como antiparasitaria y antiséptica se utilizó en vermes intestinales, tifus y difteria. Se usaba también en los catarros poniendo una cataplasma en el pecho y otra en la espalda bien atadas por su acción balsámica y expectorante. Y por vía interna en procesos pulmonares. La esencia de trementina se usaba directamente por vía oral como anticatarral, diurética, hemostática, estimulante, antiséptica y astringente. |
| Pega griega         | Las trementinaires la vendían tanto para el ganado como para las personas. Para su uso debía calentarse directamente en un bote o sartén para hacerla más manejable. En caso de dislocación se calentaba la pega añadiéndole cera virgen o aceite de oliva para hacerla más elástica, se impregnaba un trapo y se ataba alrededor de la pata junto con unas tablillas a cada lado para inmovilizarla. |
| Jarabe de saúco     | Se hierven los frutos hasta reducir el agua a la mitad, se cuela y se vuelve a hervir con azúcar hasta que toma consistencia. Se utiliza para los catarros y la tos. También es depurativo. |
| Aceite de lagarto   | Se sumergía el lagarto vivo en un frasco con aceite de oliva y se dejaba macerar durante ocho días. Se utilizaba para rebajar inflamaciones, glándulas del cuello, dolor de barriga, heridas, pulmonías y también se utilizó contra el tifus. |
| Tabaco negro        | Se vendía a trozos y era utilizado en cataplasmas contra la difteria, pulmonías, fiebre y dolor de cabeza. Para hacer la cataplasma se hervía en vinagre el trozo de tabaco, se colocaba entre dos trozos de tela gruesa y se aplicaba en la zona afectada. |

## El fin de las trementinaires
Los profundos cambios que la sociedad rural pirenaica vivió en la segunda mitad del siglo XX afectaron al desarrollo del oficio de las trementinaires hasta su completa desaparición. La apertura de pistas que comunicaban el valle con el resto de territorios, facilitó que la gente se acercara al valle a comprar directamente los productos. Además se establecieron grandes almacenes que proveían de plantas medicinales a los herboristas de Cataluña. "Ir por el mundo" dejaba de tener sentido en tiempos de una incipiente globalización. De este modo muchas familias prefirieron abandonar el valle y mudarse a otras poblaciones como la Seo de Urgel, Berga, Barcelona, etc. Sólo una pareja de trementinaires, Sofía Montaner y su marido Miquel Borrell de Ossera, un pequeño pueblo del valle, consiguieron resistir los cambios hasta el año 1982 cuando hicieron su último viaje por Cataluña.

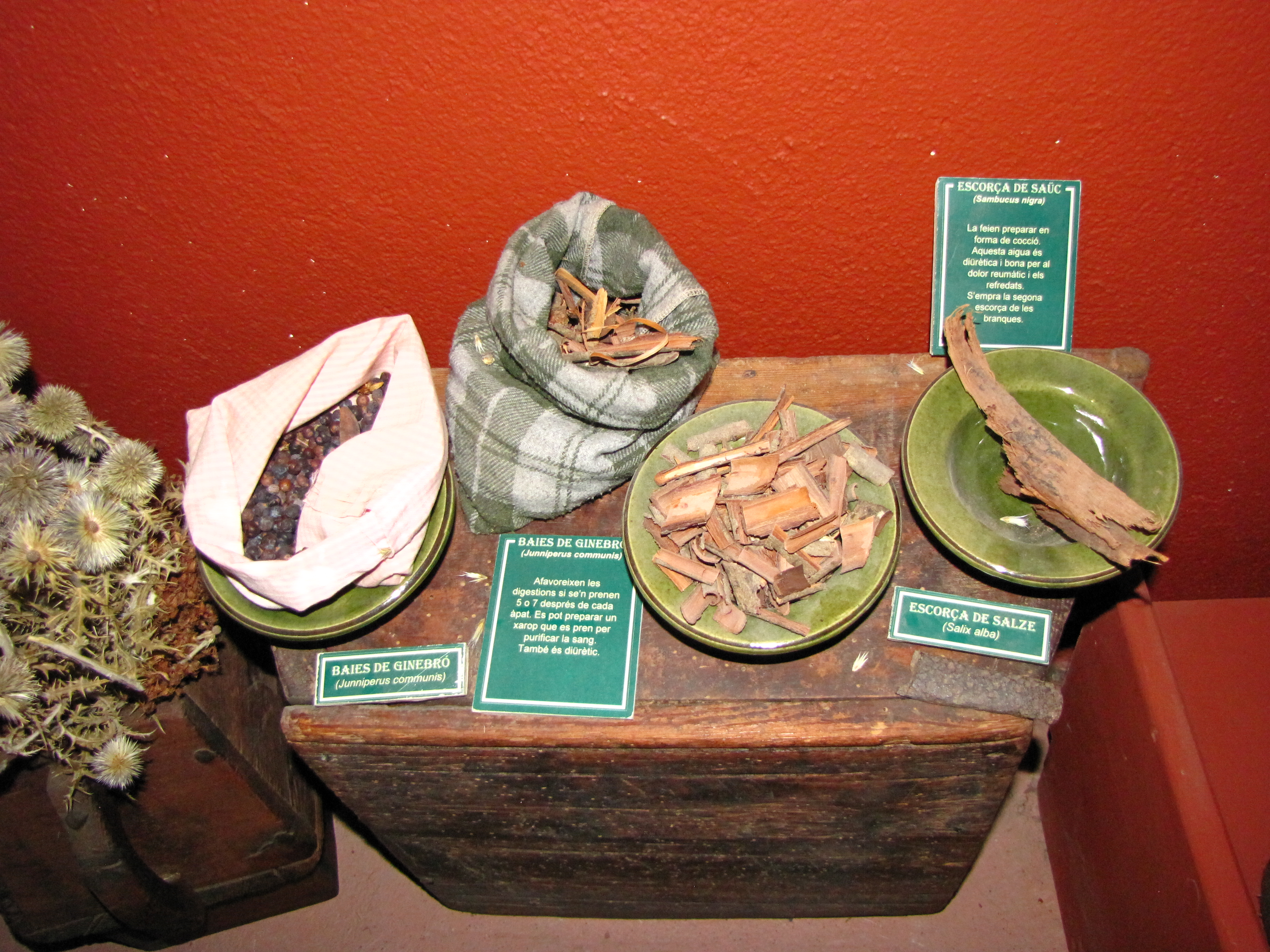
Muestra de plantas medicinales expuestas en el Museu de les Trementinaires

## Museo de las trementinaires
La recuperación de la figura de las trementinaires, su revalorización histórica y su reconocimiento como figuras ejemplares para el presente, se realiza en el marco de las transformaciones del territorio que se desarrollan en las últimas décadas
del siglo XX. En la década del 90, el Ayuntamiento de Josá-Tuixent promueve la realización de un proyecto original del Departamento de Educación de la Generalidad de Cataluña para crear una red de centros que faciliten la formación de los alumnos de las escuelas catalanas en los temas relacionados al estudio del medio. Si bien el proyecto no prosperó, fue el primer paso para la recuperación de la figura de las trementinaires, ya que se realizaron numerosas entrevistas que dieron voz a las protagonistas de un oficio en extinción. Este proceso provocó un trabajo de recopilación de información que dio lugar a la apertura en el año 1998 del Museu de les Trementinaires.
Otra iniciativa para la recuperación de este oficio es la Fiesta de las trementinaires que se realiza en Tuixent desde el año 1999.